# Polskie Towarzystwo Etologiczne
Polskie Towarzystwo Etologiczne (Polish Ethological Society) – założone w 1991 naukowe stowarzyszenie specjalistyczne, którego głównym celem statutowym jest rozwijanie myśli naukowo-badawczej w dziedzinie nauk etologicznych. Prezesem towarzystwa jest prof. dr hab. Ewa Joanna Godzińska.